# Wiel Vossen
W.P.J. (Wiel) Vossen (Nuth, 8 februari 1937 – Gulpen, 20 oktober 2012) was een Nederlands politicus van de KVP en later het CDA. Hij was burgemeester van Schinveld en Gulpen. Hij werd voornamelijk bekend door zijn betrokkenheid bij een bouwfraudezaak, waarna hij oneervol werd ontslagen.

## Levensloop
Hij was hoofdcommies bij de gemeentesecretarie van Oirsbeek voor hij in november 1975 benoemd werd tot burgemeester van Schinveld. Bij de gemeentelijke herindeling op 1 januari 1982 ging Schinveld op in de nieuwe gemeente Onderbanken. Op die dag werd hij de burgemeester van de toenmalige gemeente Gulpen wat hij tot 1992 zou blijven. Op 21 juli 1992 werden bij hem huiszoekingen gedaan in zijn woning en in zijn werkkamer in het Gulpense gemeentehuis omdat hij geprofiteerd zou hebben van diensten van enkele aannemers en een Heerlense kozijnfabrikant. Een dag later trad hij tijdelijk terug. De Heerlense kozijnfabrikant zou voor 60.000 gulden aan kunststofkozijnen voor de woning van Vossen gratis hebben geleverd. Vervolgens kreeg het bedrijf een opdracht in de gemeente Gulpen. Een aannemersbedrijf uit Wahlwiller bouwde zijn huis te goedkoop, en ook de naam van een aannemer uit Landgraaf werd in de zaak genoemd. Ook zou hij steekpenningen hebben aangenomen van een wegenbouwer.

## Fraude
Op 9 november 1993 werd Vossen door de rechtbank Maastricht tot zes maanden voorwaardelijke celstraf en een boete van zesduizend gulden veroordeeld wegens corruptie, belastingfraude en het uitlokken van valsheid in geschrifte. Ook werd hij voor vijf jaar uit zijn ambt gezet. Vossen achtte zichzelf niet schuldig aan corruptie.
Op 19 augustus 1994 veroordeelde het gerechtshof 's-Hertogenbosch hem tot een jaar voorwaardelijk, een boete van twaalfduizend gulden en een ontzetting uit het ambt voor vijf jaar. Op 31 oktober 1995 oordeelde de Hoge Raad dat hij terecht was veroordeeld en werd zijn straf van een jaar voorwaardelijk bekrachtigd. De Hoge Raad achtte bewezen dat Vossen het burgemeestersambt misbruikt had voor het behalen van persoonlijk voordeel bij de bouw zijn huis.
Op 20 oktober 2012 overleed Wiel Vossen op 75-jarige leeftijd. Hij was al geruime tijd ziek. 